# Charles du Fresne, sieur du Cange
Charles du Fresne, sieur du Cange, også Du Cange (1610-1688) er en anerkendt leksikograf.
Hans glossarium over middelalderlatin tilhører den begyndende leksikografiske tradition i den europæiske region.

## Levned
Født 18. december 1610 som femte søn af Louis Du Fresne, sieur de Frédeval et du Cange, kongelig foged fransk: prevot, juge royal i Beauquène ved Amiens.

Fra 11. august 1631 embedsmand ved parlementet (de) i Paris, men efter sigende er det ikke et arbejde der fuldt ud engagerer ham.

Du Cange vender tilbage til Amiens og
bliver gift 19. juli 1638 med den 10 år yngre Catherine Du Bos, datter til skatmesteren fransk: trésorier i Amiens.
Ved faderens død samme år overgår foged-amtet til Du Cange's ældre bror, Adrien,

men 10. juni 1645 købte han svigerfaderens amts-stilling, som han beholdt indtil 1668, herefter bosat i Paris som privatlærd, indtil sin død 23. oktober 1688.
Han blev far til 10 børn, hvoraf 4 levede til efter hans død.

Navnet "Du Cange" er et nom de terre, navnet på familien Du Fresne's jordbesiddelse i Contay, ved Amiens - altså lensherre af Cange.
Foged-amtet i Amiens er gået i arv i familien, og den kongelige gunst går tilbage til kampene ved Calais i midten af 1300-tallet.

Efter Du Cange's bortgang modtager familien en kongelig anerkendelse på 2000 livres (de)
for arbejdet med redaktionen af den alexandrinske kronik (Chronicon Pascal).

### Akademiske virke
our sure and indefatigable guide in the Middle Ages and Byzantine history

(Edward Gibbon (1788), The History of the Decline and Fall of the Roman Empire, vol. 10, Dublin, s. 12, n16)

Som helt ung gik han ved Jesuiternes kollegie i Amiens, senere studerede han retsvidenskab i Orléans.
Allerede som tyve-årig
skitserede han
en genealogisk tavle over det franske 'hus' og dets konger
og om hans iver efter studier siges det at han på sin bryllupsdag sad og læste i seks eller syv timer.
1657 fik han publiceret sit første værk, en kommenteret redaktion af Villehardouin's historiske værk om Byzantium.

Da der kom pest til Amiens, 1668, flyttede familien til Paris og Du Cange vandt der venskab til Léon d'Hérouval.
De havde samme lærde interesser og vennen støttede ham de næste årtier.

Som basis for sine studier søgte han de overleverede skrifter - i særdeleshed fra højmiddelalderen og den tidlige middelalder -
og af dette engagement opstod hans eget detaljerede vulgær-latinske
Glossarium ad scriptores mediae et infimae latinitatis
dansk: Glossarium efter skribenter af middel og tidlig latin

som lærde folk i århundreder efter og til det 21. århundrede har trukket på.
Også hans græske glossarie er anerkendt.
Værket Historia byzantina, bestående af det genealogiske afsnit „De familiis Byzantinis“ og det topografiske afsnit „Constantinopolis Christiana“ fik indflydelse på fremstillingen af det byzantinske riges historie,
og Du Cange medvirkede ligeledes ved udgivelsen af kildesamlingen Corpus Byzantinae historiae (de).
Uden at disse kan tælle som personlige bekendtskaber, så er det interessant at notere Du Cange har haft forbindelse med Leibniz, Mabillon (de) og Colbert.

Mest relevant er Colbert's projekt at udgive en national historie (de), i hvilken sammenhæng Du Cange blev konsulteret, men projektet nåede ikke publikation.
Det gælder også Du Cange's egne omfangsrige studier over Frankrigs domæner, heriblandt en samling af historiske citater - fra Martials tid til det 12. århundrede - arrangeret efter den provins de beskriver.
En stor del af Du Cange's arbejder blev ikke publiceret
selvom enkelte værker fik en posthum udgivelse.
Nogle få af dokumenterne, bl.a. Du Cange's synops for en skildring af Frankrigs historie, blev gengivet i Journal des Savants,
og en oversigt over dokumenternes indhold
viser Du Canges interesse for genealogi og kildestudier over hans hjemegn og fædreland, Pikardiet og Frankrig.
Du Cange var ikke til sinds at ansætte en sekretær, og alt er skrevet af ham selv.
Manuskripterne blev kun delvist i familiens eje, men findes senerehen hos:
baron de  Hohendorff—11 bind, hovedsageligt historiske beskrivelser af Pikardiet;
d'Hozier de Serigny—(ubeskrevet);
Dufresne d'Aubigny—samler mange dokumenter af et historisk og genealogisk indhold.

Manuskripterne findes i dag forvaret i Bibliothèque nationale de France og stadsbiblioteket til Amiens.

## Værkliste (udvalg)
Historiske og genealogiske studier
- Traité historique de la translation du chef de saint Jean-Baptiste Paris 1665

Online: (archive.org).
- Historia byzantina duplici commentario illustrata Paris 1680; 2 bind

Online: (archive.org)
- Histoire de l'état de la ville d'Amiens et de ses comtes, avec un recueil de plusieurs titres concernant l'histoire de cette ville, qui n'ont pas encore esté publiez Amiens 1840 (posthumt)

Online: (archive.org)
- Familles d'outre-mere M.Rey, Paris 1869 (posthumt)

Online: (archive.org)
Kildeudgivelser
- Geoffroy de Villehardouin (de): Histoire de l'Empire de Constantinople sous les empereurs françois Paris 1657; 2 bind
- Jean de Joinville (de): Histoire de Saint Louis Roi de France Paris 1668
- Johannes Kinnamos (de): Historiarum de rebus gestis a Joanne et Manuele Comnenis Paris 1670
- Johannes Zonaras (de): Annales ab exordio mundi ad mortem Alexii Comneni Paris 1686; 2 bind
- (Ukendt forfatter): Chronicon Paschale (de) ; a mundo condito ad Heraclii Imperatoris annum vigesimum ved Étienne Baluze Paris 1688 (posthumt)

Ordbøger
- Glossarium ad scriptores mediae et infimae latinitatis Paris 1678; 3 bind

Udgave: Frankfurt, 1710
Online: Bind I, II, III (archive.org)
Digital redigering: (uni-mannheim.de); "Thesaurus Eruditionis"
- - Redigering: ved D.P. Carpenteri, senere ved Benediktiner-munkene af St.Maur (de lærde mauriner (de)), og endelig Henschel

Glossarium mediae et infimae latinitatis
Udgave: ved Firmin Didot fratres, Paris 1840-50; 10 bind
Udgave: editio nova, ved Léopold Favre; Niort, Paris 1883-1887; 10 bind
Genoptryk: Akademische Druck- und Verlagsanstalt, Graz 1954
- - Digital redigering: (sorbonne.fr). Sitet giver også link til TEI konform xml data og dokumentation for samme
- Glossarium ad scriptores mediae et infimae Graecitatis,in quo graeca vocabula novatae significationis,aut usus rarioris,barbara,extica,ecclesiastica,liturgica,tactica,nomica,jatrica,botanica,chymica explicantur,eorum notiones & originationes reteguntur... E libris editis,ineditis veteribus monumentis. Accedit appendix ad glossarium mediae & infimae latinitatis, una cumbravi etymologico linguae gallicae ex utoque glossario Lyon 1688; 2 bind

Online: (uoc.gr) The Digital Library of Modern Greek Studies
Genoptryk: Welter, Paris 1905 – Akademische Druck- und Verlagsanstalt, Graz 1958

### Supplerende litteratur
angivet som kilder i den tyske version Wikipedia: Du Cange
- Pietrobono, Sabrina (2012), "Charles du Fresne Du Cange",  i Heid, Stefan (red.), Personenlexikon zur Christlichen Archäologie. Forscher und Persönlichkeiten vom 16. bis zum 21. Jahrhundert, vol. 1, Regensburg: Schnell & Steiner, s. 439-441, ISBN 978-3-7954-2620-0, arkiveret fra originalen 23. januar 2022, hentet 13. januar 2018 (pdf er ufuldstændig)
- Considine, John (2004), "Du Cange: Lexicography and the medieval heritage",  i Coleman, Julie (red.), Historical Dictionaries and Historical Dictionary Research, Lexicographica (Series maior 123), Tübingen: Niemeyer, s. 1-10
- Esposito, Mario (1921), "Du Cange (Charles du Fresne, sieur)", Dictionnaire d'archéologie chrétienne et de liturgie, vol. 4, s. 1654-1660

## Eksterne links
- Liste over Du Cange's værker:

Deutsche Digitale Bibliothek (deutsche-digitale-bibliothek.de)
Bibliothèque nationale de France (bnf.fr)
Identifiants et Référentiels pour l'Enseignement supérieur et la Recherche (idref.fr) - kategorisering iflg. SUDOC
- En 'adelsprøve' af 1696, med DuFresne-familiens våbenskjold (geneanet.org) Preuves de noblesse des gentilshommes de la généralité d'Amiens faite en execution de la déclaration du roy du 4 septembre 1696